# Orbest
Iberojet (Portugal) (ehemals Orbest) war eine portugiesische Fluggesellschaft mit Sitz in Lissabon. Sie hatte ihre Basis auf dem Flughafen Humberto Delgado Lissabon und führte von dort Linienflüge zu internationalen Zielen durch. Zudem war die Gesellschaft im Charterflugverkehr aktiv.

## Geschichte
Orbest wurde 2007 von dem spanischen Touristikkonzern Orizonia gegründet. Sie war bis zur Insolvenz der Orizonia im Februar 2013 ein Tochterunternehmen der spanischen Orbest Orizonia Airlines und wurde anschließend von der Grupo Barceló übernommen. Im Zuge der Insolvenz übernahm Orbest auch die verbliebenen Flugzeuge, zwei Airbus A320-200 und einen Airbus A330-300, der Orbest Orizonia Airlines, die daraufhin ihren Betrieb einstellte. 
Ein Teil der Flotte wechselte später zum neu gegründeten spanischen Tochterunternehmen Evelop Airlines. 
Orbest führt neben Linienflügen und Flügen für unternehmenseigene Reiseveranstalter auch Ad-hoc-Charterflüge für andere Fluggesellschaften und Touristikunternehmen durch.
Im Dezember 2020 wurde bekannt, dass Orbest mit ihrer Schwestergesellschaft Evelop Airlines fusioniert und in Iberojet umbenannt wird.

## Flugziele
Orbest bediente ab Lissabon und Porto Ziele im Mittelmeerraum. Ab ihrem Heimatflughafen Lissabon wurden zudem Langstreckenflüge nach Cancún und Punta Cana durchgeführt.

## Flotte
Seit Februar 2023 sind keine Flugzeuge mehr auf die Gesellschaft registriert.

### Flotte bei Betriebseinstellung
Mit Stand März 2020 besteht die Flotte der Orbest aus zwei Flugzeugen:
| Flugzeugtyp     | Anzahl | bestellt | Anmerkungen | Sitzplätze (Premium Economy/Economy) |
| --------------- | ------ | -------- | ----------- | ------------------------------------ |
| Airbus A330-300 | 1      |          |             | 388 (20/368)                         |
| Airbus A330-900 | 1      |          |             | 388 (0/388)                          |

### Zuvor eingesetzte Flugzeuge

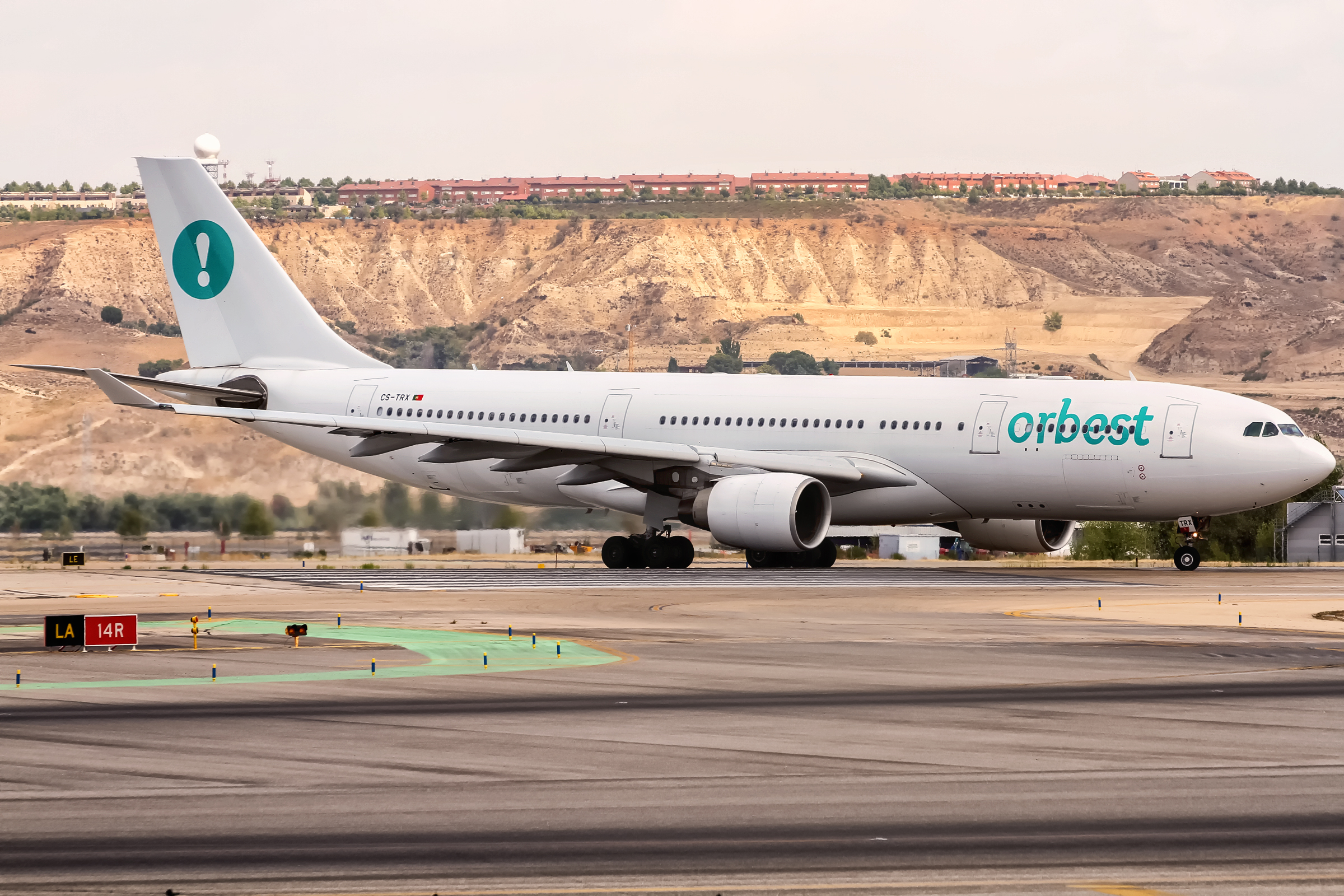
Airbus A330-200 der Orbest im Jahr 2015

In der Geschichte der Orbest wurden unter anderem Flugzeuge des folgenden Typen eingesetzt:
- Airbus A330-200